# Сіта (Румунія)
Сіта (рум. Sita) — село у повіті Бистриця-Несеуд в Румунії. Входить до складу комуни Спермезеу.
Село розташоване на відстані 352 км на північний захід від Бухареста, 31 км на північний захід від Бистриці, 74 км на північний схід від Клуж-Напоки.

## Населення
За даними перепису населення 2002 року у селі проживали 405 осіб, усі — румуни. Усі жителі села рідною мовою назвали румунську.